# Dionisio Viera
Dionisio Viera o bien Dionisio Viera Lacarra-Artigas (Mercedes de Soriano, Estado Oriental del Uruguay, e/ enero y octubre de 1855–ib., República Oriental del Uruguay, 6 de noviembre de 1924) era un político y funcionario uruguayo que fuera elegido en el año 1882 como concejal del departamento de Soriano por el Partido Nacional, en el cual fuera nombrado secretario de la junta, hasta 1886. Luego actuó como comandante de la División Soriano en la Revolución de 1904 del general Aparicio Saravia y posteriormente otra vez fue elegido concejal departamental desde 1920 hasta 1923.
Era un descendiente de patriotas hispanoamericanos —ya que era nieto del coronel Pedro José Viera, bisnieto del coronel Martín Lacarra y del general José Gervasio de Artigas— y tataranieto del primer médico-dentista argentino Pedro José de Faya y del funcionario colonial rioplatense Martín José de Artigas, además de chozno del hispano-aragonés Juan Antonio de Artigas.

## Biografía hasta la batalla de Tupambaé

### Origen familiar y primeros años
Dionisio Viera Lacarra-Artigas había nacido entre los meses de enero y octubre de 1855 en la villa de Mercedes del departamento de Soriano, en el entonces Estado Oriental del Uruguay. Dicha villa fue declarada ciudad y además se le transfirió desde Villa Soriano la capitalidad histórica departamental a partir del 6 de julio de 1857.

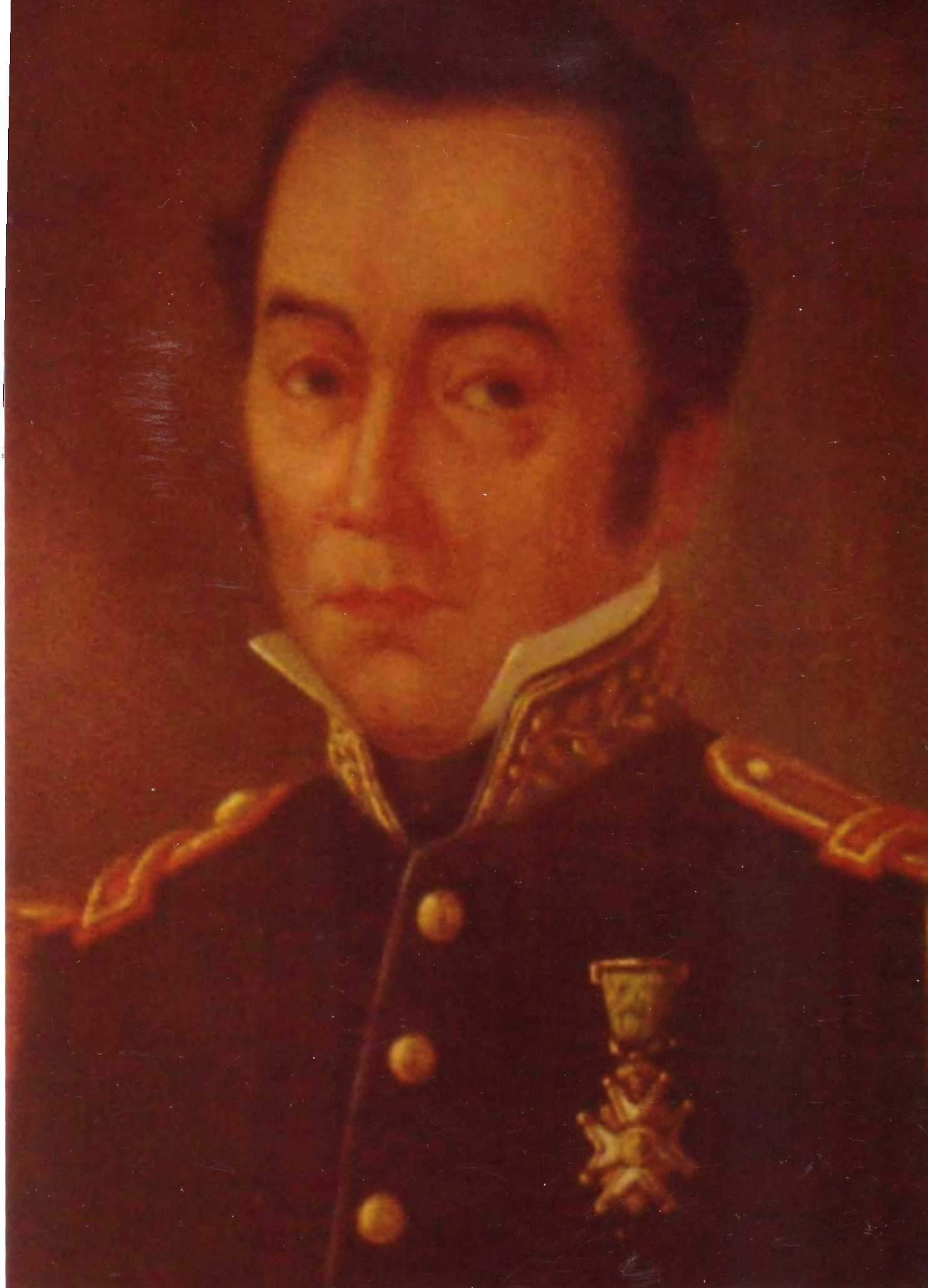
Coronel Pedro José Viera.

Su padre era Celedonio Viera Chacón (Soriano, 3 de marzo de 1810-ca. 1859), un hijo del coronel Pedro José Viera y de su primera esposa Juana Chacón Álvarez.
La madre era Tomasa Lacarra Artigas (Corrientes, 21 de diciembre de 1833-Mercedes de Soriano, 14 de diciembre de 1894), que se había unido en matrimonio con Celedonio en la parroquia de Mercedes en el año 1850.

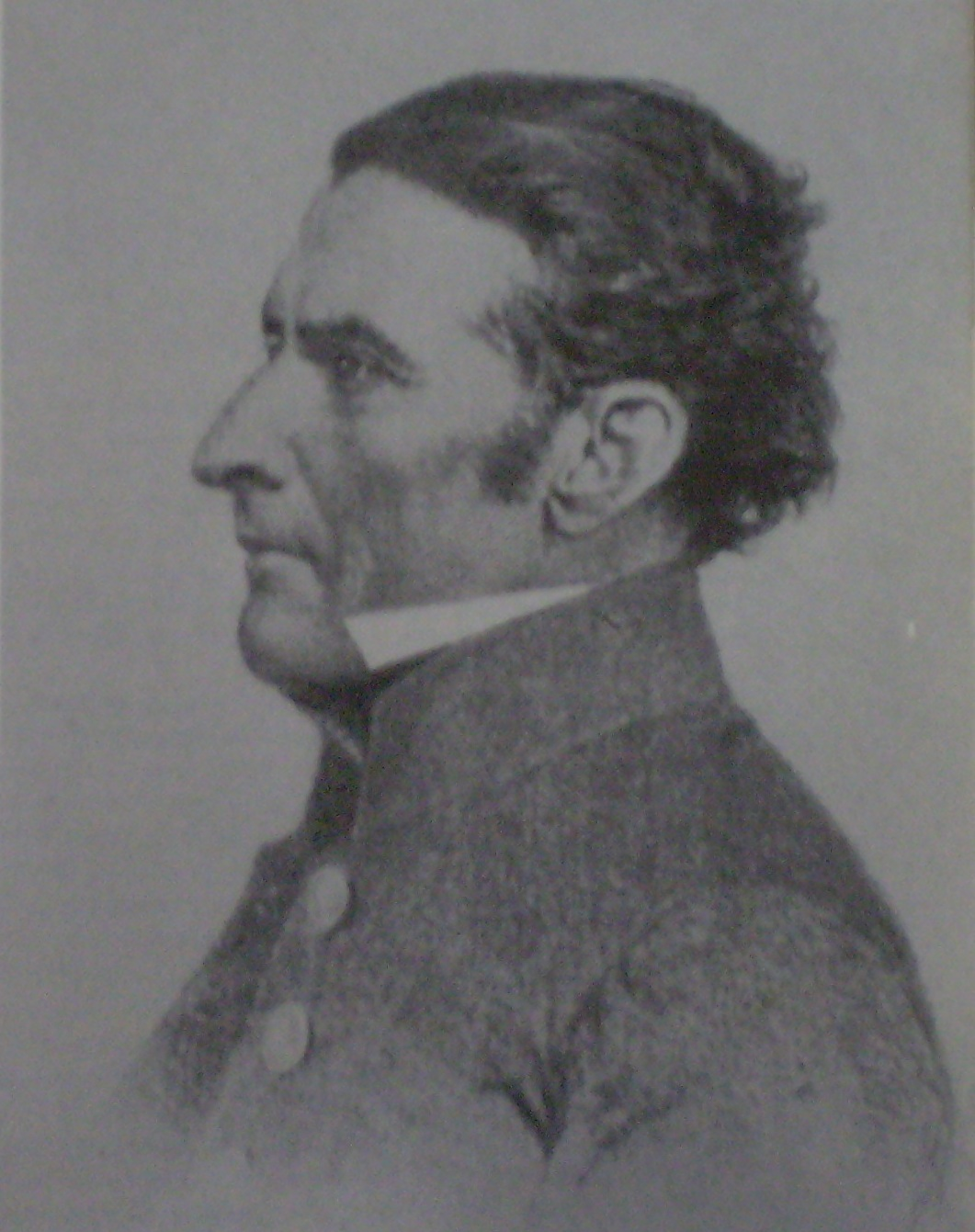
General José Gervasio de Artigas (por Juan Manuel Blanes).

Su abuelo materno era José Lacarra, un ayudante mayor de los Húsares de Buenos Aires desde 1820 y que fuera hijo del coronel unitario Martín Enríquez de Lacarra y de su esposa Leocadia de Faya, cuyo padre era el cirujano hipano-asturiano Pedro José de Faya, quien fuera el primer médico-odontólogo colonial argentino, y de su esposa María Ignacia Rodríguez Flores.
Y la abuela materna era Matilde Artigas Collazo (n. Mercedes de Soriano, 1819), una hija natural del general José Gervasio de Artigas con Juliana Collazo Domínguez (n. Rosario del Colla, 1786).
Por vía de su bisabuela Juliana, Dionisio era tataranieto de Manuela Domínguez (n. Rosario del Colla, e/ febrero y 20 de mayo de 1772) y de su esposo Vitorino Collazo y Sosa (n. Colonia de Sacramento, e/ mayo y 26 de julio de 1768), cuyos padres eran Victorino Rodríguez Collazo y Azevedo y Teodora Tomasa de Sosa y Quirós, y por lo tanto, los abuelos paternos eran el portugués Francisco Rodrigues Colaço (n. Figueiros de Cadaval, ca. 1700) y su cónyuge Perpetua Rodrigues Azevedo (n. Colonia de Sacramento, ca. 1710).

Vistas de la ciudad de Mercedes en 1907 (en la foto se ve el edificio de la Sociedad Italiana de Mutuo Socorro).

La citada Juliana Collazo concibió a Matilde antes de que Artigas emprendiera el exilio hacia el Estado autónomo del Paraguay el 5 de septiembre de 1820 pero fue reconocida como una hija propia por el posterior marido llamado N. Salinas, que le aportaría su apellido, y de quien enviudaría entre los años 1846 y 1847.
Dionisio tenía una hermana llamada Matilde Viera Lacarra (n. ca.  1857) que se casó con Santiago Avelino González Osores y con quien tuvo siete hijos: Avelino González Viera, Arturo, Dalmiro, María Angélica, Leonor, Jorge y Manuel González Viera. Además tenía un tío paterno que sería muy longevo, cuyo nombre era Antonio Viera Chacón (ca. 1822-Mercedes de Soriano, ca. 1912).

### Secretario de la junta departamental de Soriano

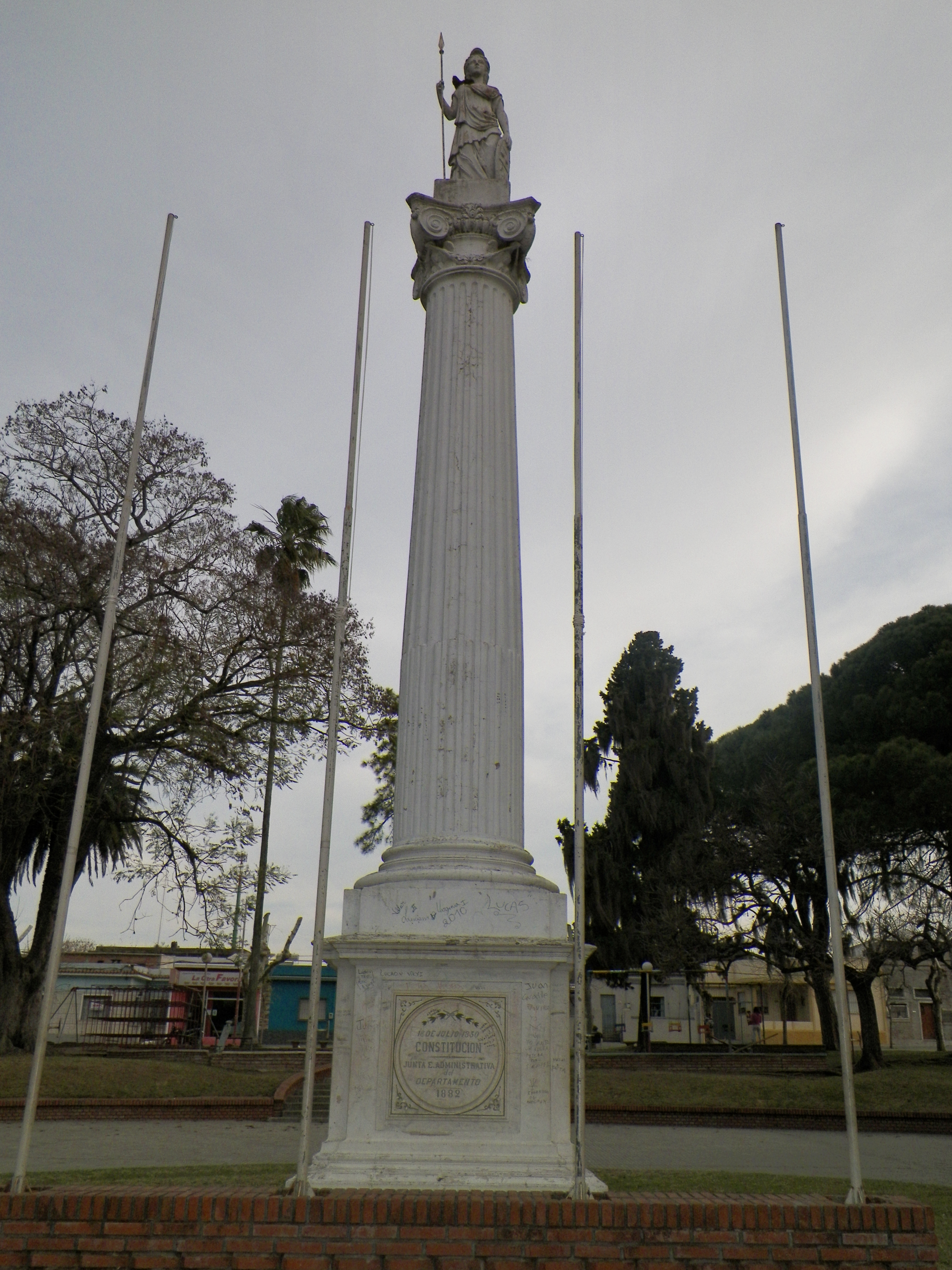
La columna de la Libertad en la plaza Independencia de Mercedes.

En el año 1882, Dionisio Viera pasó a ser secretario de la Junta Económico-Administrativa del departamento de Soriano, siendo Juan José Zuloaga el presidente de la misma. Dicha junta en este mismo año había dispuesto colocar sendas placas en las cuatro caras del basamento de la columna de la Libertad —que había mandado a construir el jefe político Máximo Pérez en 1860— y que se ubicaba en el centro de la plaza Independencia de la ciudad.
El 4 de julio de 1883 figuran como testigos de escritura de propiedad de los terrenos de chacras de los ciudadanos Juan Caro García, Agustín Giménez, Felipe Medina, Pedro Petit y Wenceslao Lares, y dos días después otorgaron a favor de Adolfo Engelmann otra escritura de propiedad del terreno de una chacra. Viera ocupó el puesto de secretario por lo menos hasta enero de 1886.

### Apoyo a la Revolución de 1897
En 1890 Julio Herrera y Obes fue elegido presidente civil, marcando el final del militarismo uruguayo cuyo último protagonista fuera el antecesor Máximo Tajes e iniciando una nueva etapa denominada civilismo. Este tuvo que enfrenar un profundo pánico financiero que había comenzado como una crisis económica en la vecina República Argentina y se había empeorado con el incipiente proteccionismo de Brasil a sus productos comerciales que provocaría una baja del precio de productos uruguayos y una balanza comercial desfavorable para la nación, a lo que se le sumó la bancarrota de bancos, una serie de sequías y plagas de langostas que mermaron al sector agrícola.
El 21 de marzo de 1894, luego de 21 días de votaciones y ásperos debates en los que interinamente ocupaba la jefatura del país Duncan Stewart, el senador Juan Idiarte Borda logró acceder a la presidencia por el Partido Colorado y esto fue señalado como el primer ejemplo de aplicación de la tesis de "influencia directriz" de Herrera y Obes, lo que redujo a su mínima expresión la coparticipación pactada en la Paz de abril de 1872 que había puesto fin a la Revolución de las Lanzas —en la cual el cónsul argentino Jacinto Mariano de Villegas en Montevideo, había hecho de mediador en las conversaciones entre los sublevados y el presidente Gomensoro, reconciliando a los dos partidos tradicionales de Uruguay— por lo que los jefes políticos blancos de 13 departamentos existentes en aquel año, disminuirían a solo tres en 1890, de los 19 departamentos, provocando descontentos por sentirse nuevamente marginados y propensos a nuevos alzamientos armados.
De esta forma, comenzó un gobierno donde las dificultades económicas se agudizaron por el desorden administrativo, pero al mismo tiempo realizó importantes obras de relevancia. Su copartidario colorado José Batlle y Ordóñez, le realizó una firme y severa acusación de permitir y favorecer el fraude electoral, creando de esta manera una corriente política interna del partido que pasaría a llamarse batllismo.
En la ciudad de Buenos Aires se formó una «Junta de Guerra» el 2 de septiembre de 1896, encabezada por el médico Juan Ángel Golfarini y el abogado Duvimioso Terra que actuaba al margen del Directorio del Partido Nacional que estaba presidido en ese entonces por Juan Berinduague. Los contactos de dicha junta en Uruguay y la propaganda revolucionaria a través de la prensa, la realizada principalmente por Eduardo Acevedo Díaz, dieron lugar a la formación de una serie de clubes políticos y agrupaciones blancas que presidían los caudillos locales como ser Basilio Muñoz y Carmelo Cabrera y cuyo objetivo principal era preparar la revuelta.

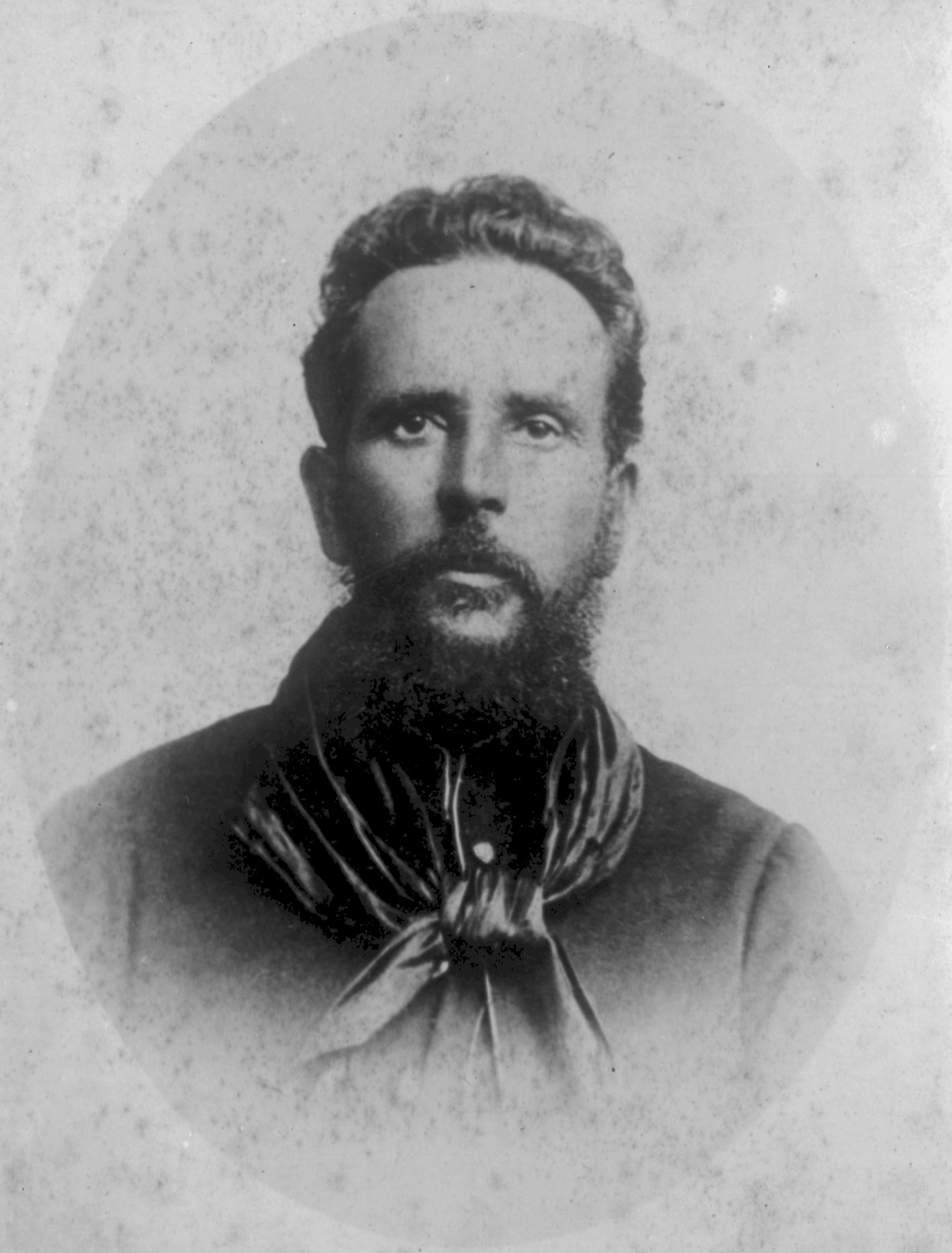
El caudillo nacional Aparicio Saravia.

Concurrieron también invitados Dionisio Viera y Antonio Paseyro que suscribieron al acta constitutiva de la junta, cuyo objetivo de la reunión fue la de resolver la actitud que debiera asumir el Partido Nacional ante la situación política en que se hallaba la República Oriental del Uruguay, y de esta forma acordaron que había llegado el momento de apelar al recurso de una revuelta armada ya "que constituye un derecho de todo pueblo".
Aparicio Saravia reanudó sus contactos con la «Junta de Guerra de Buenos Aires», ante la que envió a su hermano Antonio Floricio "Chiquito", pero dicha junta no confiaba en Saravia como jefe de la revuelta, por lo que contaba con los coroneles Diego Eugenio Lamas y José Núñez que habían hecho la mayor parte de sus carreras militares en Argentina. Con esta conformación la junta decidió dar dinero y armas a Saravia para designarlo general en jefe del nuevo alzamiento, pero para mayor confiabilidad nombró al doctor Duvimioso Terra como jefe político de la campaña.
La Columna del Uruguay, que debía invadir desde la provincia de Entre Ríos y que lo integraban dos escritores prestigiosos como Carlos Roxlo y Eduardo Acevedo Díaz, quedó paralizada por problemas internos por lo que quedó reducida a 200 soldados y recién arribó el 15 de marzo, pero fueron obligados a refugiarse en el Brasil hasta el 28 del corriente, reincorporándose a la revuelta.
Luego de varias batallas hubo un armisticio de diez días, por lo que Aparicio se reunió varias veces con su hermano Basilicio Saravia, con afinidad al Partido Colorado y jefe de tropas gubernistas. Las tratativas fueron realizadas por Golfarini y Juan José de Herrera, en nombre de la «Junta de Guerra», y como representantes colorados por el expresidente Máximo Tajes y Miguel Herrera y Obes.
Pero como la decisión la tenía Aparicio Saravia, devenido en el máximo caudillo del Partido Nacional, cuando Duvimioso Terra desde Buenos Aires declaró unilateralmente rotas las negociaciones, Saravia desconoció al doctor Terra, provocando que los delegados blancos dimitiesen y la «Junta de Guerra» se disolviera. Mientras tanto el gobierno recibía presiones cada vez mayores para que se terminase la Revolución de 1897 y finalmente las negociaciones de paz culminaron en el Pacto de la Cruz del 18 de septiembre del corriente año. El Consejo de Estado de 1898 creado el 10 de febrero por decreto del presidente Juan Lindolfo Cuestas, promulgó las leyes de Registro Cívico el 29 de abril y de elecciones el 24 de octubre, cumpliendo lo acordado entre las partes beligerantes y concediendo al Partido Nacional el control político de seis departamentos uruguayos.

### Participación en la Revolución de 1904

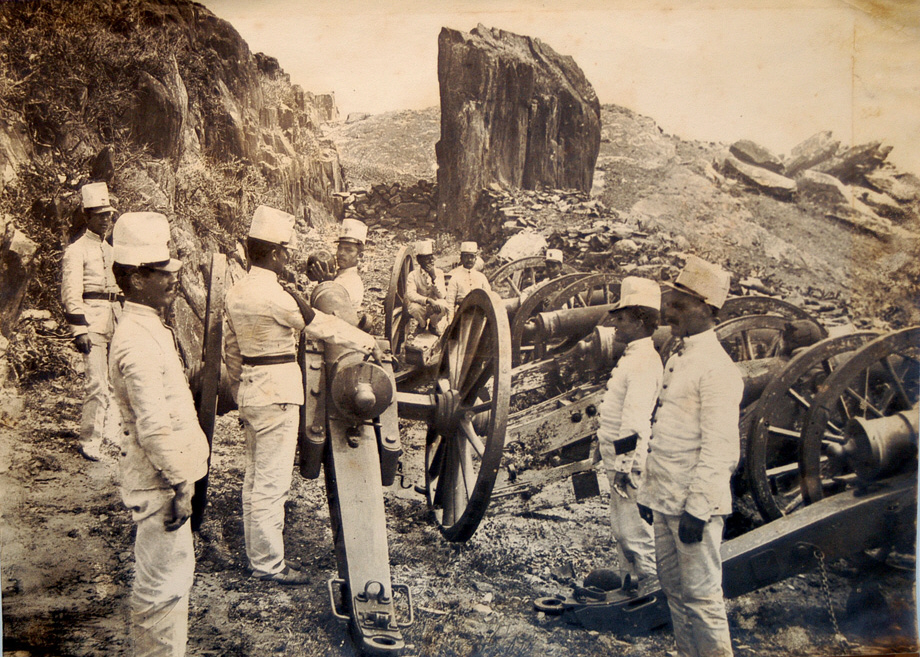
Fotografía de la artillería gubernamental de Uruguay ubicadas en las serranías del norte, durante la Revolución de 1904 (Biblioteca Nacional de Uruguay).

El político Eduardo Acevedo Díaz, luego de enemistarse con Aparicio Saravia, encabezó una facción disidente del Partido Nacional que votó el 1.º de marzo de 1903 al opositor colorado como presidente de la república, ya que entonces las elecciones presidenciales eran indirectas, por lo que los miembros del Parlamento uruguayo eran los que votaban al nuevo mandatario.
El 12 de marzo, el incipiente presidente cumpliendo el Pacto de la Cruz adjudicó seis departamentos a los blancos pero dos de ellos, el de Rivera y el de San José, se los entregó al grupo disidente de Acevedo Díaz que había sido expulsado del partido, por lo cual incumpliría los acuerdos.
Consecuentemente el general Aparicio Saravia ordenó de inmediato al coronel Carmelo Cabrera, jefe político del departamento de Rivera, que no entregara el poder a los disidentes, ya que era un territorio fronterizo con Brasil y una fuente fundamental de pertrechos militares para las revueltas partidarias.
Luego de una serie de tensiones beligerantes y posterior acuerdo de paz entre Saravia y los negociadores José Pedro Ramírez y Alfonso Lamas con el gobierno de Batlle para poner fin a los inminentes levantamientos, se formuló el pacto de Nico Pérez el 22 de marzo de 1903, por el cual el Partido Blanco controló Rivera y otros cuatro departamentos, pero el presidente uruguayo sin consultar al Directorio blanco designó el jefe político del departamento de San José.
Posteriormente al pacto citado, la tensión beligerante seguía latente y el 16 de marzo bastó unos problemas fronterizos en el depatartamento de Rivera bajo el mandato del entonces jefe político Abelardo Márquez con unos brasileños armados del caudillo federalista riograndense João Francisco Pereira de Souza, que atravesaban las fronteras violando la soberanía nacional e incurrieron en una serie de incidentes. El general Saravia volvió a colocar al coronel Cabrera en la jefatura de dicho departamento para evitarlo, pero continuaron las incursiones extranjeras el 1.º de noviembre del mismo año.

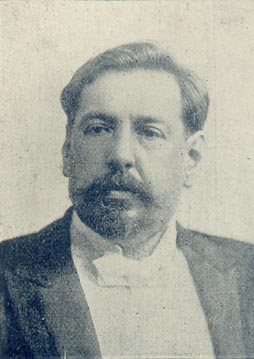
El caudillo colorado y presidente uruguayo José Batlle y Ordóñez.

Ante la firmeza del jefe político Cabrera, los brasileños entraron en Rivera con una actitud muy agresiva, entonces aquel telegrafió al presidente Batlle para informarlo de la situación y pedir auxilio, y al mismo tiempo dispuso a sus tropas en formación de combate. El 2 de noviembre entraron en Rivera los dos regimientos enviados por el gobierno central y se instalaron en la localidad de Tranqueras pero el día 3 del corriente, el directorio del Partido Nacional pidió la retirada de esas tropas, dado que el motivo por el cual fueran enviados ya se había solucionado.
Enterado Saravia de lo acontecido se reunió con Lamas y otros miembros del directorio y acordaron poner un plazo límite a la permanencia de las fuerzas del Ejército Nacional de Uruguay en el departamento de Rivera. Finalmente allí se dieron los primeros enfrentamientos en el cual Cabrera resistió la entrada de las fuerzas coloradas e hizo explotar los puentes que permitían el paso del ferrocarril.
De esta forma, el 14 de enero se produjo el primer combate de gran magnitud en la batalla de Mansavillagra, en donde la gran capacidad de fuego de las tropas coloradas, destrozó las barricadas de Saravia y por lo cual este debió retirarse con sus tropas.
Saravia mantuvo en secreto varias derrotas y resolvió atacar directamente al ejército de Pablo Galarza que estaba en Cerro Largo. De esta manera Dionisio Viera actuó como comandante de la División Soriano al mando del coronel Cabrera que finalmente había renunciado a la jefatura de gobierno departamental para unirse al movimiento en la Revolución de 1904 del general Saravia.
El presidente Batlle y Ordóñez era un líder colorado de notable autoridad y decisión, que se sirvió de un ejército bien organizado y armado que en la anterior contienda, empleó mejor los recursos modernos como los fusiles Máuser, las ametralladoras Colt, los cañones Canet de 75 mm, el telégrafo y el ferrocarril, además de adoptar medidas severas como la leva en masa para servir en las Guardias Nacionales, la privación de los derechos civiles a lugares de reuniones, órganos de prensa y a la propiedad de bienes.
Para enfrentar esta revolución, Batlle dirigió personalmente los movimientos militares que dividió en dos grandes cuerpos, el septentrional liderado por el general Manuel Benavente y el meridional comandado por Justino Muniz. Dicha contienda fue la última guerra civil uruguaya y la más sangrienta de su historia, en donde Viera salió herido el 24 de julio en la batalla de Tupambaé.
La otra sangrienta batalla de Masoller que parecía favorable a los blancos, derivó en su dispersión y posterior derrota, después de que Aparicio Saravia fuese herido por un disparo, y quien fallecería nueve días después en territorio brasileño. Al haber sido derrotado dicho bando, Dionisio Viera y otros supervivientes fueron amnistiados, y entre otras consecuencias, el final del conflicto bélico determinó un nuevo orden, como ser la imposición urbana sobre la rural y los valores intelectualistas promovidos por Batlle en detrimento de la cultura del caudillismo imperante desde la independencia del país.

## Concejal del departamento de Soriano y deceso

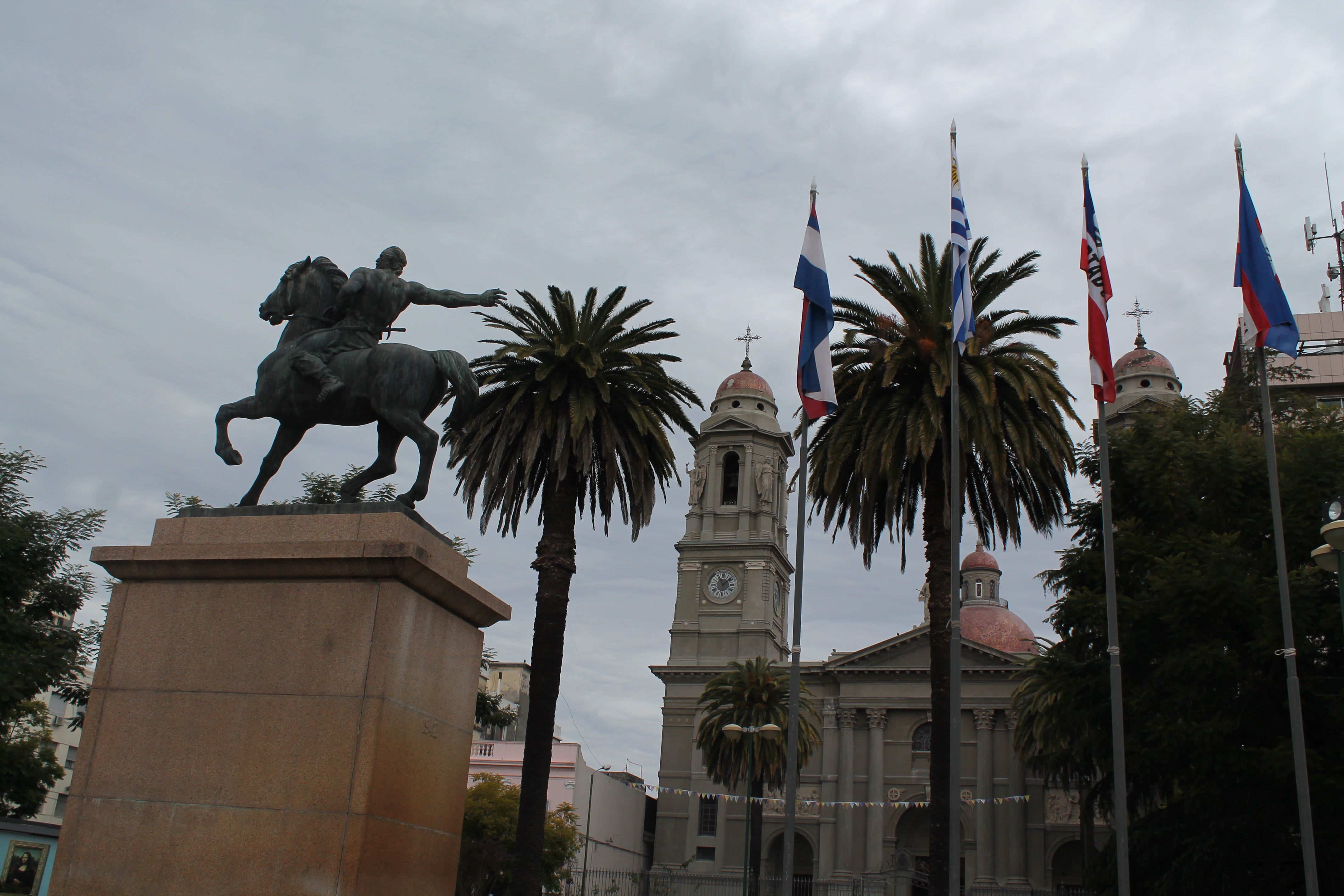
La plaza Independencia de la ciudad de Mercedes de Soriano, mostrando el monumento al gaucho del Grito de Asencio —protagonizado por el coronel Pedro José Viera, abuelo del concejal Dionisio— y la Catedral de Nuestra Señora de las Mercedes.

### Presidente de Instrucción Primaria
Años después de terminada la última guerra civil uruguaya, Dionisio Viera Lacarra se convirtió en presidente de la Comisión Departamental de Instrucción Primaria en el año 1909.

### Nombramientos en la jefatura departamental
Posteriormente cuando asumiera Lorenzo Ángel Ruiz la jefatura de gobierno departamental, del Partido Colorado, en el mismo año Dionisio Viera fue elegido como concejal del departamento de Soriano representando al Partido Nacional, desde 1920 hasta 1923, siendo el concejal Rogelio C. Dufour el nuevo jefe de gobierno de Soriano desde el año 1921, también del partido opositor como su predecesor.
Los otros dos concejales copartidarios blancos eran Juan C. Barbat y Alejandro Galeano y del partido opositor colorado eran Avelino González Viera y el escribano Eduardo Fernández.
Viera se caracterizó positivamente como funcionario, por tener gran relevancia en los círculos sociales y políticos departamentales.

### Fallecimiento
El funcionario Dionisio Viera Lacarra-Artigas finalmente fallecería el 6 de noviembre de 1924 en la ciudad de Mercedes de Soriano de la República Oriental del Uruguay.

## Matrimonio y descendencia
El descendiente de patriotas latinoamericanos Dionisio Viera se unió en matrimonio el 2 de septiembre de 1880 con Juana Crespo Aguinaga (n. Mercedes de Soriano, 1862), una hija de los españoles Ramón Crespo y de su cónyuge Francisca de Aguinaga Zozaya, y nieta materna de los españoles Antonio de Aguinaga y de su esposa Francisca Michaela de Zozaya.
Fruto del enlace entre Dionisio Viera y Juana Crespo hubo diez hijos:
- Nilda Viera Crespo[29][q] (Mercedes de Soriano, Uruguay, ca. 1885-Concordia, Argentina, ca. 1953)[30][r] que se casó en Mercedes con el hacendado argentino-uruguayo Eduardo Nebel Panelo[30][q] —un hijo del rico empresario Eduardo Nebel Nin, nieto materno del alcalde concordiense Estanislao Panelo y Pérez de Saravia, nieto paterno del empresario germánico Fernando Ernesto Nebel,[31] bisnieto del rico comerciante Bernhard von Nebel y tataranieto del alcalde napoleónico coblencense Johann Nikolaus von Nebel— y fruto del matrimonio nacieron seis hijos, la segundagénita era María Elena Nebel Viera "Monona" que se casó hacia 1945 con el doctor Eduardo Obeid[32] y concibieran al futuro doctor en abogacía Eduardo Obeid Nebel,[33] el tercero era el doctor neumólogo Luis Alberto Nebel Viera "Bebón",[34][35] la quinta era María Isabel Nebel Viera "Betty", fundadora y primera presidenta de la Liga de Madres de Concordia que se casó con el empresario agropecuario Carlos Ignacio Caminal Beñatena,[30] y la menor de todos era la docente María Esther Nebel Viera que se casó con el coronel de caballería José Ítalo Lamberti[36][37][t][u] —un nieto del empresario hotelero José Lamberti y bisnieto del capitán de navío Juan Lamberti— y quienes concibieran a seis hijos: Ana María, María Cristina, Eduardo, María Elena, María Marta y Carlos Lamberti, los cuales dejarían una extensa descendencia.[v]
- Raúl Guillermo Viera Crespo[7] (n. ib., 25 de junio de 1888-ib., 16 de septiembre de 1940)[7][r] que como miembro del Partido Blanco fuera presidente del concejo de administración e intendente municipal durante tres períodos sucesivos desde 1932 hasta 1938. Se unió en matrimonio con Ana Amelia Castro Arismendi para concebir a Beltrán Viera Castro.[28]
- Arabela Viera Crespo[29] (n. ib., ca. 1890).[r]
- Ulises Viera Crespo[29] (n. ib., ca. 1892).[r]
- José Pedro Viera Crespo[29] (n. ib., ca. 1894).[r]
- Dionisio Oscar Viera Crespo[29] (n. ib., ca. 1896)[r] que se radicó en Buenos Aires.
- Bertilda Viera Crespo[29] (ib., ca. 1898-ib., ¿?),[r] también radicada en Buenos Aires y fallecería soltera.
- Francisco Viera Crespo[29] (n. ib., 1900)[r] que también se habían radicado en Buenos Aires y fue padre de tres hijos: Dionisio, Pedro José y Malena Viera.
- Luis Alberto Viera Crespo "Pecho"[28][29] (ib.,[r] 12 de noviembre de 1902-ib., 22 de marzo de 1968), era un escribano que fuera concejal, diputado en representación del departamento de Soriano desde 1962 y como tal presidente de la Cámara de Representantes en 1964,[38] además de ser elegido presidente de la Cámara de Senadores de la Asamblea General de la República Oriental del Uruguay desde 1965 hasta su fallecimiento.[39] Se casó con María Laura González Hounié[28][q] y con quien tuvo a Alberto —quien se enlazaría con María del Huerto Acquistapace Pita para concebir a sus dos hijos: Alberto y María Eugenia Viera Acquistapace— y a Ricardo Viera que se enlazaría con Eufrasia Gil Bosom "China"[28] para concebir tres hijas: Elena María, Martha María y Laura María Viera Gil.[40]
- Juan Carlos Viera Crespo[29] (ib., ca. 1904-ib., después de 1980)[r] que era un doctor en abogacía, fiscal letrado y profesor.[2]